# Witalij Łukjanenko
Witalij Wołodymyrowycz Łukjanenko (ukr. Віталій Володимирович Лук'яненко, ur. 15 maja 1978 w Sumach) – ukraiński niewidomy biegacz narciarski i biathlonista. Czterokrotny mistrz paraolimpijski w biathlonie.

## Medale igrzysk paraolimpijskich

### 2014
- Biathlon – 7,5 km – osoby niewidome
- Biathlon – 12,5 km – osoby niewidome
- Biegi narciarskie – sztaf. 4x2,5 km (kat. open)
- Biathlon – 15 km – osoby niewidome

### 2010
- Biathlon – 3 km – osoby niewidome
- Biathlon – 12,5 km – osoby niewidome

### 2006
- Biathlon – osoby niewidome
- Biathlon – osoby niewidome

### 2002
- Biathlon – 5 km – osoby niewidome